# Weird Scenes Inside the Gold Mine
 (février 2021).
Weird Scenes Inside the Gold Mine est une compilation de 22 titres du groupe The Doors sortie en 1972. Le titre de l'album est issu d'un vers de leur morceau The End.
Sortie en double CD remastérisés le 19/05/2014 par l'éditeur Rhino Records

## Titres
CD1
1. Break on Through (To the Other Side)
2. Strange Days
3. Shaman's Blues (Morrison)
4. Love Street
5. Peace Frog / Blue Sunday
6. The Wasp (Texas Radio & The Big Beat)
7. End of the Night
8. Love Her Madly
9. "Spanish Caravan" (morceau en plus : version vinyle)
10. Ship of Fools
11. "The Spy" (morceau en plus : version vinyle)
12. The End

CD2
1. Take It as It Comes
2. Runnin' Blue (Krieger)
3. "L.A. Woman" (morceau en plus : version vinyle)
4. Five to One
5. Who Scared You
6. (You Need Meat) Don't Go No Further
7. Riders on the Storm
8. Maggie M'Gill
9. Horse Latitudes
10. When The Music's Over